# Village Lanterne
Village Lanterne – piąty album studyjny Blackmore’s Night wydany w 2006 r.

## Lista utworów
- Dysk 1

1. "25 Years"
2. "Village Lanterne"
3. "I Guess It Doesn't Matter"
4. "The Messenger"
5. "World Of Stone"
6. "Faerie Queen"
7. "St. Teresa"
8. "Village Dance"
9. "Mond Tanz / Child In Time"
10. "Streets Of London"
11. "Just Call My Name"
12. "Olde Mill Inn"
13. "Windmills"
14. "Street Of Dreams"

- Dysk 2

1. "Call It Love (Candice Night)"
2. "Street Of Dreams" (Joe Lynn Turner & Candice Night)
3. Trailer płyty DVD "Castles & Dreams"
4. Wywiad